# Araneus zygielloides
Araneus zygielloides este o specie de păianjeni din genul Araneus, familia Araneidae, descrisă de Schenkel, 1963. Conform Catalogue of Life specia Araneus zygielloides nu are subspecii cunoscute.